# Jacksonville, Arkansas
Jacksonville là một thành phố thuộc quận Pulsaki trong tiểu bang Arkansas, Hoa Kỳ. Thành phố có diện tích km², dân số theo ước tính năm 2000 của Cục điều tra dân số Hoa Kỳ là 30.506 người, là thành phố lớn thứ 11 bang, sau Bentonville..